# Вељка Пака
Вељка Пака (слч. Veľká Paka, мађ. Nagypaka) насељено је мјесто са административним статусом сеоске општине (слч. obec) у округу Дунајска Стреда, у Трнавском крају, Словачка Република.

## Становништво
| Година:    | 1994. | 2004.    | 2014.    | 2024.    |
| ---------- | ----- | -------- | -------- | -------- |
| Број људи: | 644   | 745      | 927      | 1062     |
| Разлика:   |       | +15,68 % | +24,42 % | +14,56 % |

| Година:    | 2023. | 2024.   |
| ---------- | ----- | ------- |
| Број људи: | 1032  | 1062    |
| Разлика:   |       | +2,90 % |

Према подацима о броју становника из 2011. године насеље је имало 894 становника.